# Johann Meier (Geistlicher)
Johann Meier (* 7. Oktober 1923 in Falkenstein; † 13. Juli 1992 daselbst) war ein deutscher römisch-katholischer Priester und Internatsdirektor der Grundschule der Regensburger Domspatzen.

## Leben
Johann Meier nahm von Juli 1942 bis April 1945 als Wehrmachtssoldat am Zweiten Weltkrieg teil und verbrachte bis August 1945 in amerikanischer Kriegsgefangenschaft. Nach dem Studium an der staatlichen Philosophisch-theologischen Hochschule in Regensburg empfing er am 29. Juni 1951 die Priesterweihe. In der Folge wirkte er als Kaplan in Vohburg an der Donau. Am 1. September 1953 trat Meier die Stelle des Präfekten an der Regensburger Dompräbende an, wo ein Teil der Internatsschüler des Musikgymnasiums der Regensburger Domspatzen untergebracht waren. Im Jahre 1957 wurde er zum Seminarleiter der Grundschule des Musikgymnasiums in Etterzhausen und zum Direktor der „Stiftung Etterzhausen der Regensburger Domspatzen“ ernannt, die als Schulträger wirkte. Im Oktober 1958 stieg Johann Meier zum Direktor des „Schul- und Musikinternats der Regensburger Domspatzen in Etterzhausen“ auf. Diese Position bekleidete er auch nach dem Umzug des Schulinternats nach Pielenhofen von 1981. Im Januar 1992 wurde Meier in den Ruhestand verabschiedet.

## Misshandlungen bei den Regensburger Domspatzen
Im Zusammenhang mit der Berichterstattung über sexuelle Übergriffe in kirchlichen Einrichtungen meldeten sich im März 2010 ehemalige Internatsschüler zu Wort und beschuldigten Meier der jahrelangen körperverletzenden Übergriffe und der sadistischen Strafen. Laut dem Zwischenbericht eines vom Bistum beauftragten Rechtsanwalts vom Januar 2016 konnten bislang zwölf Knaben ermittelt werden, die in Etterzhausen und Pielenhofen sexuell missbraucht, und 216, die körperlich misshandelt worden waren. Der ehemalige Domkapellmeister Georg Ratzinger, der seinerzeit im Kuratorium der Schulstiftung gesessen hatte, gab in einem Interview von Anfang März 2010 an, nichts von den brachialen Methoden Meiers gewusst und nicht über sexuelle Übergriffe in den Einrichtungen der Domspatzen gesprochen zu haben. In dem gleichen Bericht wird jedoch deutlich, dass Georg Ratzinger von der Prügelpraxis am Musikgymnasium wusste und dass „Direktor Johann Meier sehr heftige Ohrfeigen verteilt hat“. Laut einem Bericht in der Mittelbayerischen Zeitung wurde während der Direktoratszeit von Johann Meier, konkret 1966, ein Schüler in Etterzhausen/Pielenhofen so stark verletzt, dass seine Mutter Anzeige erstattete.
In einer Festschrift zum 50-jährigen Gründungsjubiläum des Musikgymnasiums hingegen würdigte Ratzinger das Werk Meiers. Demnach sei nach beinahe 40 Jahren selbstloser Tätigkeit dessen Erziehungsstil in der modernen Zeit nicht mehr verstanden worden.
Im Zuge der Aufarbeitung von Übergriffen in Domspatzen-Internaten forderten ehemalige gewaltbetroffene Schüler über Bischof Voderholzer, Meier den päpstlichen Ehrentitel „Monsignore“ posthum abzuerkennen. Laut der Rechtsauffassung des Vatikans könne eine Aberkennung aber nur bei lebenden Personen erfolgen. Die Forderung blieb somit folgenlos.